# Сурмалинский уезд
Сурмалинский уезд — административная единица в Эриванской губернии Российской Империи (1874—1918), позже в Армянской Республике (1918—1920). Административный центр — город Игдыр.

## История
Образован в 1874 году в составе Эриванской губернии, ранее территория была частью Эчмиадзинского уезда. В 1920 году в соответствии с Александропольским договором передан Турции.
В 1921 году это решение было подтверждено Московским договором.

## Этимология
Согласно армянской легенде, название Сурмалу происходит от имени одноимённого села на правом берегу р. Аракс. Изначально село называлось Сурб Мариам (арм. Սուրբ Մարիամ, армянская транскрипция имени Св. Марии) по имени армянской церкви, построенной в центре села. Позже это название трансформировалось в Сурмари, а с приходом тюркских племён в эпоху насильственного выселения армян Аббасом I, более известной как «Великий сургун», название села и района приобрело тюркский оттенок — Сурмалу. В географическом плане этот район практически полностью соответствует гавару Масьяцотн, провинции Айрарат Великой Армении, поэтому в армянской литературе часто употребляется название Масьяцотн, что буквально переводится как «у подножья Масиса» (Арарата).

## Население
Согласно ЭСБЕ на конец XIX века население уезда составляло 88 844 человек. По данным первой всеобщей переписи населения Российской империи 1897 г. в уезде проживало 89 055 чел., в том числе в селении Игдыр — 4680 чел.

#### Национальный состав в 1897 году
Национальный состав по переписи 1897 года:
- татары (азербайджанцы)[Комм. 1] — 41 417 чел. (46,51 %),
- армяне — 27 075 чел. (30,40 %),
- курды (включая езидов) — 19 099 чел. (21,45 %),
- славяне (в основном великорусы (русские), а также малорусы (украинцы), белорусы) — 1361 чел. (1,53 %).
- поляки — 31 чел. (0,03 %),
- немцы — 13 чел. (0,01 %),
- грузины — 11 чел. (0,01 %),
- персы — 9 чел. (0,01 %),
- евреи — 6 чел. (<0,01 %),
- греки — 3 чел. (<0.01 %),
- литовцы — 1 чел. (<0.01 %),
- остальные народности — 29 чел. (0,03 %)

#### Национальный и религиозный состав в 1914 году
- Армяне (ААЦ) — 31 217 (31,11 %),
- Армяне (греческое православие) — 132 (0,13 %),
- Мусульмане-шииты — 42 816 (42,68 %),
- Мусульмане-сунниты — 1 650 (1,64 %),
- Курды-сунниты— 13 716 (13,67 %),
- Курды-езиды — 10 296 (10,26 %),
- Славяне (в основном русские, православные) — 381 (0,38 %),
- Русские (старообрядцы и сектанты) — 6 (0,01 %),
- Ассирийцы и другие христиане — 9 (0,01 %),
- Европейцы — 22 (0,02 %),
- Евреи — 79 (0,08 %),
- Всего, чел. — 100 324[1].

## Административное деление
В 1913 году в уезд входило 13 сельских правлений:
| - Аликочакское — с. Аликочак, - Аралыхское — с. Аралых-Башкенд, - Гюллуджинское — с. Гюллюджа, - Дашбурунское — с. Дашбурун, - Джалалы-Саканлинское — с. Гюллюджа, - Езиды-Гасанлинское — Дамурсхан, - Игдырское — с. Игдыр, | - Кульпинское — с. Кульп, - Огруджинское — с. Огруджа, - Радикинское — с. Балах-Баши, - Радики-Сенакское — с. Дживанлу, - Эвджилярское — с. Эвджиляр, - Янджинское — с. Аликамарлу (Али-Камарлу), |

Сегодня с. Аликочак является частью с. Мезраа  (ранее - с. Хараба-Мирза)

## Населённые пункты
Крупнейшие населённые пункты уезда (население, 1908 год)
| №  | Населённые пункты | Население, всего |
| -- | ----------------- | ---------------- |
| 1  | Аликамарлу        | 1678             |
| 2  | Аралых-Башкент    | 1756             |
| 3  | Аргаджи           | 2075             |
| 4  | Дашбурун          | 2455             |
| 5  | Диза              | 1537             |
| 6  | Игдыр             | 3691             |
| 7  | Кульп             | 4126             |
| 8  | Каракоюнлу        | 1659             |
| 9  | Малаклу           | 2150             |
| 10 | Плюр              | 2244             |
| 11 | Эвджиляр          | 1727             |
| 12 | Яйджи             | 1585             |